# Economisti marxisti
Questo è un elenco alfabetico di economisti marxisti, ossia di quegli esperti della scienza economica che seguono e sviluppano la teoria economica marxiana.

## Elenco di economisti marxisti
- Michel Aglietta, 1938-
- Jack Amariglio, 1951-
- Giovanni Arrighi, 1937-2009
- Samir Amin, 1931-2018
- Hans-Georg Backhaus 1929-
- Paul A. Baran, 1910-1964.
- Charles Bettelheim, 1913-2006
- Thomas Bottomore, 1920-1992
- Samuel Bowles, 1939-
- Robert Boyer, 1943-
- Andras Bródy, 1924-
- Martin Bronfenbrenner, 1914-1997
- Suzanne de Brunhoff, 1929-2015
- Henri Denis, 1913-2011
- G. Dostaler, 1946-2011
- Gérard Duménil, 1942
- Henry Douglas Dickinson, 1899-1968
- Maurice H. Dobb, 1900-1976
- John Elster, 1940
- Arghiri Emmanuel, 1911-2001
- Duncan K. Foley, 1942-
- Andre Gunder Frank, 1929-2005
- Pierangelo Garegnani, 1930-2011
- Herbert Gintis, 1940-2023
- David M. Gordon, 1944-1996
- Donald J. Harris, 1938
- Makoto Itoh, 1936-
- Leif Johansen, 1930-
- Michał Kalecki, 1899-1970
- Leonid Kantorovich, 1912-1986
- Shinzaburo Koshimura, 1907-1988
- David Laibman, 1942
- Oskar Lange, 1904-1965
- Dominique Lévy, 1967
- Alain Lipietz, 1947-
- Adolph Lowe, 1893-1995
- Harry Magdoff, 1913-2006
- Ernest Mandel, 1923-1995
- Steven Marglin
- Alfredo Medio, 1938-2022
- Ronald L. Meek, 1917-1978.
- Michio Morishima, 1923-2004
- Claudio Napoleoni 1924-1988
- Domenico Mario Nuti, 1937-2020
- Viktor Novozhilov, 1892-1970
- Nobuo Okishio, 1927-2003
- Michael Piore, 1940-
- Karl Polanyi, 1886-1964
- Raúl Prebisch, 1901-1985
- Helmut Reichelt, 1939-
- Harry Reid, 1939-2021
- Stephen Resnick, 1938-
- John Roemer, 1945
- Isaak Illich Rubin, 1886-1937
- David Ruccio
- Thomas T. Sekine, 1933-
- Francis Seton, 1920-2002
- Anwar Shaikh, 1945-
- Piero Sraffa, 1898-1983
- Josef Steindl, 1912-1993
- Stanislav Strumilin, 1877-1974
- Paul Sweezy, 1910-2004
- Shigeto Tsuru, 1912-
- Kozo Uno, 1897-1977
- Immanuel Wallerstein, 1930-2019
- Thomas Weisskopf
- Richard D. Wolff, 1942-
- Riccardo Pariboni, 1985 -